# Julien Belleville
Julien Belleville (Bourmont, 24 gennaio 1823 – Parigi, 29 marzo 1896) è stato un inventore e imprenditore francese.

## Biografia
Julien Belleville è ricordato, come inventore, per la creazione della caldaia a tubi d'acqua di tipo Belleville che fu da lui brevettata nel 1850 e per il fatto che in un suo brevetto del 1867 riguardante una combinazione di molle, viene per la prima volta mostrato il principio delle molle a tazza, che da lui saranno poi chiamate anche "rondelle (o molle) Belleville".
Fondò nel 1850 gli Ateliers et Chantiers de l'Ermitage a Saint-Denis e divenne presidente di numerose istituzioni professionali. Suo genero Louis Delaunay-Belleville, cofondatore della casa automobilistica Delaunay-Belleville, occupò un seggio fra i quindici reggenti della Banca di Francia e fu nominato direttore dell'Esposizione Universale del 1900.
Morì nel XVII arrondissement di Parigi.